# Вінкельгайд
Вінкельгайд (нім. Winkelhaid) — громада в Німеччині, розташована в землі Баварія. Підпорядковується адміністративному округу Середня Франконія. Входить до складу району Нюрнбергер-Ланд.
Площа — 6,54 км2. Населення становить 4283 ос. (станом на 31 грудня 2020).